# Aourir (Souk Oufella)
Pour les articles homonymes, voir Aourir.
Aourir est un village de la commune de Souk Oufella, daïra de Chemini, dans la wilaya de Béjaïa en Kabylie, Algérie.

## Géographie
C'est le plus haut village de la tribu des Ath Waghlis. Un dicton existe le concernant en kabyle : « Win yusmen ɣef uwrrir yekked nniges. » (« Celui qui est jaloux d'Aourir, alors qu'il passe au-dessus de lui. »).
Village le plus septentrional de la commune de Souk Oufella, Aourir est bordé au sud-ouest par Iabdounène, au sud par Tasga et au sud-est par Souk Oufella-centre. En dehors de la commune de Souk Oufella, le village est bordé par la commune d'Akfadou au nord, par la commune de Chemini à l'ouest et par commune de Tibane à l'est.

## Histoire
Le 9 juin 1956, les forces françaises incendient le village, forçant des familles à l’exode. Il reste encore de nombreux vestiges de cette attaque.[réf. nécessaire]

## Personnalité liees au village
- Mohand Cherif Sahli, écrivain, historien, militant de la cause nationale et ancien ambassadeur